# Santeri Hatakka
Santeri Hatakka, född 15 januari 2001, är en finländsk professionell ishockeyback som spelar för San Jose Sharks i National Hockey League (NHL). Han har tidigare spelat för Ilves i Liiga och Koovee i Mestis.
Hatakka draftades av San Jose Sharks i sjätte rundan 2019 års draft som 184:e totalt.

## Statistik
| 2019–2020    | Ilves           | Liiga        | 28 | 1 | 2 | 3  | 14 | — | — | — | — | — |
|              | Koovee          | Mestis       | 15 | 2 | 5 | 7  | 6  | — | — | — | — | — |
| 2020–2021    | Ilves           | Liiga        | 44 | 1 | 6 | 7  | 34 | 5 | 0 | 0 | 0 | 2 |
| 2021–2022    | San Jose Sharks | NHL          | 1  | 0 | 0 | 0  | 2  | — | — | — | — | — |
| NHL totalt   | NHL totalt      | NHL totalt   | 1  | 0 | 0 | 0  | 2  | — | — | — | — | — |
| Liiga totalt | Liiga totalt    | Liiga totalt | 72 | 2 | 8 | 10 | 48 | 5 | 0 | 0 | 0 | 2 |

### Internationellt
| Källa: Uppdaterad: 2021-10-31 | Källa: Uppdaterad: 2021-10-31 | Källa: Uppdaterad: 2021-10-31 |         | Utv = Utvisningsminuter | Utv = Utvisningsminuter | Utv = Utvisningsminuter | Utv = Utvisningsminuter | Utv = Utvisningsminuter |
| År                            | Lag                           | Mästerskap                    | Matcher | Mål                     | Assists                 | Poäng                   | Utv                     |                         |
| ----------------------------- | ----------------------------- | ----------------------------- | ------- | ----------------------- | ----------------------- | ----------------------- | ----------------------- | ----------------------- |
| 2019                          | Finland                       | U18-VM                        | 5       | 0                       | 0                       | 0                       | 2                       |                         |
| 2020                          | Finland                       | JVM                           | 7       | 0                       | 1                       | 1                       | 4                       |                         |
| 2021                          | Finland                       | JVM                           | 7       | 1                       | 1                       | 2                       | 4                       |                         |
| Junior totalt                 | Junior totalt                 | Junior totalt                 | 19      | 1                       | 2                       | 3                       | 10                      |                         |